# Xian de Huimin
Pour les articles homonymes, voir Huimin.
Le xian de Huimin (惠民县 ; pinyin : Huìmín Xiàn) est un district administratif de la province du Shandong en Chine. Il est placé sous la juridiction de la ville-préfecture de Binzhou.

## Démographie
La population du district était de 620 335 habitants en 1999.